# Індекс листової поверхні
Індекс листової поверхні (ІЛП) — виражена в квадратних сантиметрах (см2) площа освітленої сумарної поверхні листя (одностороння) і хвої (повна) на кожен квадратний сантиметр поверхні ґрунту.
Листові індекси можна вважати мірою фотосинтезуючої біомаси. Максимальна чиста продукція відповідає листовому індексу, близькому до 4 (тобто коли площа освітленого листя в 4 рази більше площі, зайнятої рослинами), тоді як максимум валової продукції досягається при листовому індексі 8-10. Цей рівень характерний для стиглих лісів.
Індекс листової поверхні — безрозмірний коефіцієнт, проте можуть так само приводити його, вказуючи розмірність (га/га, м2/м2).
Для сільськогосподарських культур значення листового індексу досягають 4-5. Він приблизно в 1,5 рази менше, ніж у високопродуктивних лісах. Наприклад, в листяних лісах помірної зони індекс листової поверхні коливається від 3 до 12, а в деяких хвойних — до 14.
Значення індексу листової поверхні деревостоїв змінюються в значних межах:
- листяні ліси помірного поясу — 3-7 га/га,
- субтропічні і тропічні ліси — 6-17 га/га,
- хвойні ліси зі світлолюбних порід — 5-11 га/га,
- хвойні ліси з тіньовитривалих порід — 10-18 га/га[1]

Найбільш сприятливим для розвитку і продуктивності зернових і соняшника є індекс від 4 до 5. Це означає, що на 1 м2 поля має бути 4-5 м2 листовій поверхні вирощуваної культури.